# Ichthyophthirius multifiliis
Ichthyophthirius multifiliis és un protozou ciliat paràsit de peixos d'aigua dolça. Té molt baixa especificitat en la tria d'hostes, així que pot infectar gairebé qualsevol peix.
Viu parasitant els peixos d'aigua dolça. Es localitza en la pell i inicia el seu cicle de desenvolupament, produint un quist visible de color blanc, que en madurar explota alliberant nous paràsits que infecten a altres exemplars. Normalment un peix pot ser atacat simultàniament per molts protozous.
La malaltia del punt blanc en aquaris d'aigua dolça és causada per la presència de Ichthyophthirius multifiliis. L'acció d'aquest agent patogen es pot veure agreujada per l'aparició d'altres paràsits que afecten la pell i a les brànquies de l'animal.
Els punts blancs brillants, de fins a 1 mm de diàmetre, apareixen sobretot en el llom i en les aletes, romanent aquestes enganxades al cos. Els quists poden unir-se i formar taques grans. Freqüents moviments per refregar contra el terra o els ornaments, com si volguessin treure així els paràsits. La respiració es torna irregular. En alguns casos la infestació es limita a les ganyes.